# Cirque du Soleil: Сказочный мир
«Cirque du Soleil: Ска́зочный мир» (англ. Cirque du Soleil: Worlds Away) — американский фильм в жанре фэнтези режиссёра Эндрю Адамсона о сказочной истории двух влюбленных людей, разлучённых судьбой, которым придётся пройти через многие испытания, чтобы снова быть вместе. Фильм включает в себя действия из семи шоу Cirque du Soleil, демонстрировавшихся в Лас-Вегасе в 2011 году: O, Mystere, Ka, Love, Zumanity, Viva Elvis и Criss Angel Believe. Мировая премьера состоялась 20 октября 2012 года на Международном кинофестивале в Токио, премьера в США — 21 декабря 2012 года, а премьера в России — 27 декабря 2012 года.

## Сюжет
Молодая женщина по имени Мия (Эрика Линц), проживающая в маленьком городке на американском Среднем Западе, попадает на представление бродячего цирка-шапито. Она становится свидетелем выступления красивого и талантливого воздушного гимнаста (Игорь Зарипов), который так очарован привлекательной Мией, что во время очередного трюка он совершает смертельную ошибку: не успевает поймать перекладину и падает с высоты на арену цирка. Поражённая Мия бросается на арену, чтобы помочь ему, но они оба проваливаются под землю прямо в сказочный мир Cirque du Soleil. Будучи разлучёнными, они путешествуют там от одного циркового шапито к другому в попытках найти друг друга, встречаясь со странными и удивительными персонажами и принимая участие в различных номерах Cirque du Soleil. В конце фильма Мия и Воздушный гимнаст, наконец, находят друг друга, и картина заканчивается великолепным воздушным представлением с участием главных героев.

## В ролях
| Актёр           | Роль              |
| --------------- | ----------------- |
| Эрика Линц      | Миа               |
| Игорь Зарипов   | воздушный акробат |
| Лутс Халбхюбнер | инспектор манежа  |
| Джон Кларк      | печальный клоун   |
| Даллас Барнетт  | босс              |